# Costante Tencalla
Costante Tencalla (Bissone, 1593 – Varsavia, 1646) è stato uno scultore e architetto svizzero-italiano.

## Biografia
Dopo aver lavorato a Roma, città in cui si forma artisticamente, si sposta in Confederazione polacco-lituana presso lo zio Matteo Castelli, dove diventa il primo architetto reale. Alla morte dello zio (avvenuta nel 1632) rientra in patria per lavorare su edifici di Bissone e di Lugano.

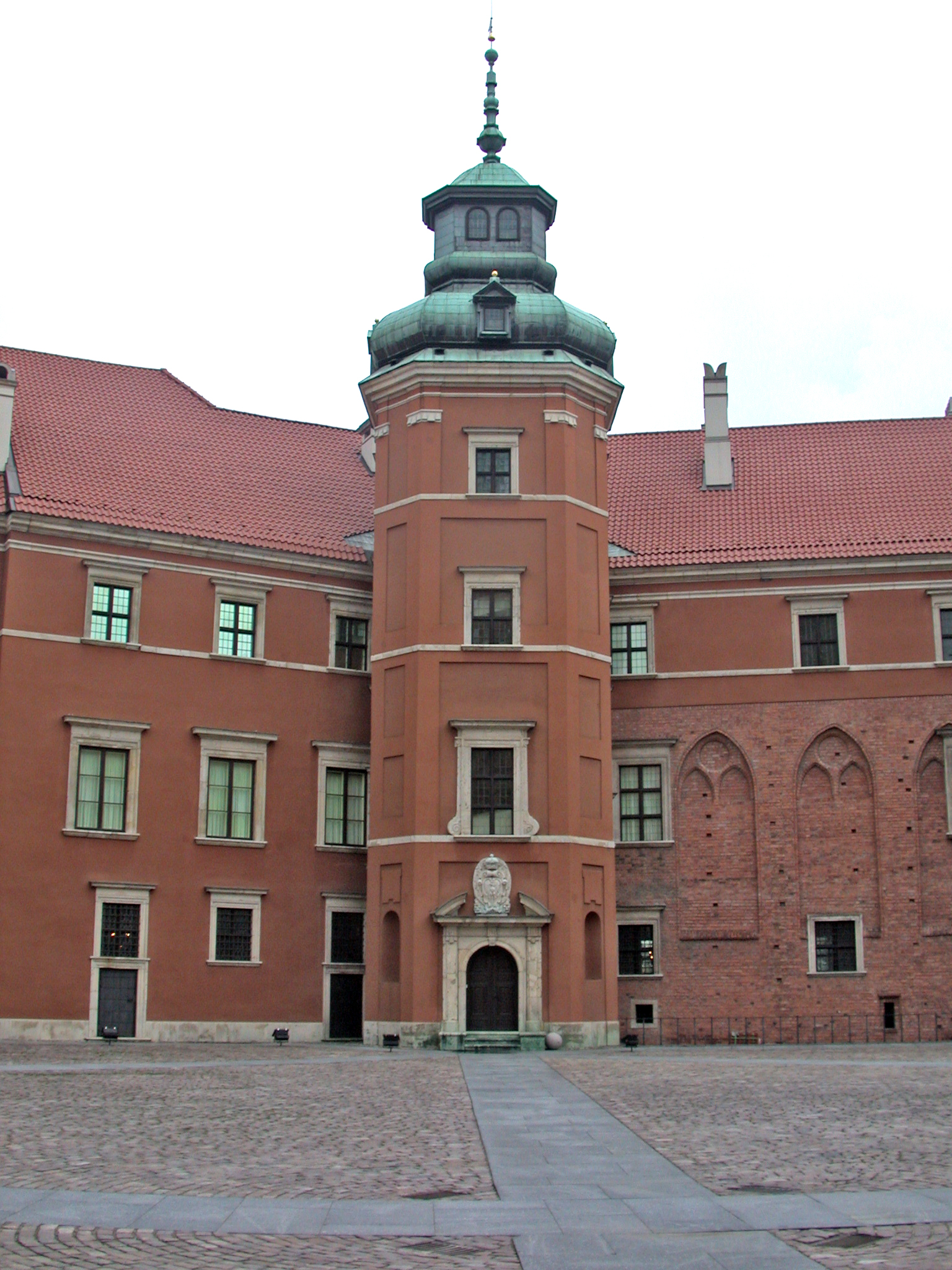
La torre di Ladislao nel Castello reale di Varsavia, rimaneggiata da Costante Tencalla nel 1637-1643

Tornato a Varsavia come architetto del re di Polonia Ladislao IV, gli vengono affidati importanti lavori nelle città di Varsavia, Cracovia, Leopoli, Gniezno (Corona del Regno di Polonia) e Vilnius (Granducato di Lituania)